# Franz Schroeder (Staatssekretär)
Franz Clemens Schroeder (* 7. Mai 1874 in Danzig; † 1948) war Staatssekretär im Reichsfinanzministerium während der Weimarer Republik.

## Biografie
Schroeder studierte Jura in Tübingen, wo er 1891 Mitglied, später Ehrenmitglied des Corps Franconia wurde.
Nach dem Staatsexamen wurde er 1894 zunächst Gerichtsreferendar und dann 1898 Gerichtsassessor an Amtsgerichten sowie im preußischen Staatsdienst. Dabei war er zuerst von 1902 bis 1905 als Hilfsarbeiter der Etat-Abteilung und dann seit 1908 im Preußischen Finanzministerium. Zwischen 1905 und 1908 wurde er zur Etat-Abteilung der Regierung von Danzig versetzt. Am 14. April 1906 erfolgte zunächst seine Beförderung zum Regierungsrat sowie im November 1908 zum Geheimen Finanzrat und Vortragenden Rat im Preußischen Finanzministerium. Nach seiner Beförderung zum Geheimen Oberfinanzrat 1912 war er zwischen 1915 und 1916 Stellvertreter des Generalkommissars für die Banken in Belgien. Im Anschluss daran war er als Ministerialdirektor der Etatsabteilung im Reichsschatzamt tätig, wo Ende 1918 seine Berufung zum Unterstaatssekretär erfolgte. Als solcher war er Vertreter der Finanzverwaltung bei den Friedensschlüssen von Brest-Litowsk und Bukarest und bei anderen internationalen Konferenzen.
1920 wurde er neben Heinrich Zapf Staatssekretär im Reichsfinanzministerium und war damit bis 1924 einer der engsten Mitarbeiter der Reichsfinanzminister Joseph Wirth, Andreas Hermes, Rudolf Hilferding und Hans Luther. Im März 1920 trug er mit zum Scheitern des Kapp-Putsches bei, indem er seine Unterschrift auf einem Scheck zu Lasten der Reichsbank verweigerte. Im Oktober 1923 übte Reichswirtschaftsminister Joseph Koeth Kritik an der Amtsführung von Luther und Schroeder und kritisierte insbesondere deren, wie er es sah, Unfähigkeit in der Währungsfrage.
Nach seinem Ausscheiden aus dem Reichsfinanzministerium wurde er 1924 Präsident der Preußischen Staatsbank. Neben Mitgliedschaften in Vorständen und Aufsichtsräten mehrerer Unternehmen wurde er 1933 auch Mitglied im Zentralausschuss der Reichsbank. Nach dem Ende des Zweiten Weltkrieges erfolgte 1945 seine Beurlaubung und Versetzung in den Ruhestand.

## Quelle
- Franz Schroeder (Staatssekretär) in der Online-Version der Edition Akten der Reichskanzlei. Weimarer Republik
- Witt, Peter-Christian: "Reichsfinanzminister und Reichsfinanzverwaltung 1918–1924", in: Vierteljahrshefte für Zeitgeschichte, Heft Januar 1975, S. 22 Rn.74 (PDF-Datei; 5,54 MB)